# 威远镇 (景谷县)
威远镇，是中华人民共和国云南省普洱市景谷傣族彝族自治县下辖的一个乡镇级行政单位。

## 行政区划
威远镇下辖以下地区：
威远社区、杧乡社区、白龙社区、景谷县威远镇凤岗社区、芒冒村、威远街村、新民村、民利村、江东村、南景村、公榔村、河东村、龙塘村、联合村、云海村、文朗村、香盐村、永安村、那卡村、联齐村、新平村、课里村、暖里村、训岗村、文会村和钱家村。